# Гусєв Леонід Миколайович
Леоні́д Микола́йович Гу́сєв (нар. 1908, місто Чита, тепер Російська Федерація — травень 1985, місто Москва) — радянський партійний діяч, 1-й секретар Алтайського крайового комітету ВКП(б) (1937—1939). Депутат Верховної Ради СРСР 1-го скликання. Кандидат юридичних наук (1950), доцент.

## Біографія
Народився в родині складача друкарні. З 1919 по 1920 рік служив добровольцем у Червоній армії, був кур'єром політичного відділу 4-ї армії РСЧА. У 1921—1922 роках виховувався у дитячому будинку міста Асхабада.
У лютому 1922 — жовтні 1925 року — токар Петроградського (Ленінградського) заводу «Червоний суднобудівник». У 1923 році вступив до комсомолу.
Член РКП(б) з червня 1925 року.
У листопаді 1925 — серпні 1927 року — завідувач агітаційно-пропагандистського відділу Володарського районного комітету ВЛКСМ міста Ленінграда.
У вересні 1927 — липні 1928 року — голова бюро юних піонерів Ленінградського обласного комітету ВЛКСМ.
У серпні 1928 — жовтні 1929 року — відповідальний секретар Центрально-Міського районного комітету ВЛКСМ міста Ленінграда.
У жовтні 1929 — грудні 1930 року — 2-й секретар Ленінградського обласного комітету ВЛКСМ.
У січні 1931 — липні 1933 року — 1-й секретар Ленінградського обласного комітету ВЛКСМ.
У серпні 1933 — травні 1935 року — секретар парткому і парторг ЦК ВКП(б) Жовтневого вагоноремонтного заводу НКШС СРСР в місті Ленінграді. У червні 1935 — березні 1936 року — парторг ЦК ВКП(б) Пролетарського вагоноремонтного заводу НКШС СРСР в місті Ленінграді.
У квітні 1936 — березні 1937 року — 2-й секретар Смольнинського районного комітету ВКП(б) міста Ленінграда.
У квітні — серпні 1937 року — завідувач відділу радянської торгівлі Ленінградського міського комітету ВКП(б).
23 серпня — 17 жовтня 1937 року — в.о. 2-го секретаря Західно-Сибірського крайового комітету ВКП(б).
У вересні 1937 — червні 1938 року — 1-й секретар Організаційного бюро ЦК ВКП(б) по Алтайському краю. 14 червня 1938 — лютий 1939 року — 1-й секретар Алтайського крайового комітету ВКП(б). Входив до складу особливої трійки по Алтайському краю, створеної за наказом НКВС СРСР від 30 липня 1937 року, брав активну участь у сталінських репресіях.
У березні 1939 — січні 1940 року — слухач Московської промислової машинобудівної академії. У лютому 1940 — липні 1941 року — студент Московського верстато-інструментального інституту імені Сталіна.
У липні 1941 — червні 1942 року — оперативний працівник особливого відділу НКВС 31-ї армії Західного фронту.
У червні 1942 — жовтні 1947 року — оперативний працівник НКДБ—МДБ СРСР, слідчий, старший слідчий, помічник начальника слідчої частини з особливо важливих справ МДБ СРСР.
У 1946 році закінчив Всесоюзний юридичний заочний інститут в Москві, а у 1950 році — ад'юнктуру при Військово-юридичній академії Збройних сил СРСР.
З грудня 1947 по березень 1950 року — ад'юнкт, з квітня 1950 по грудень 1951 року — викладач, старший викладач, з грудня 1951 по вересень 1954 року — заступник начальника кафедри, з жовтня 1954 по квітень 1956 року — начальник кафедри Військово-юридичної академії Збройних сил СРСР.
У травні 1956 — квітні 1958 року — начальник кафедри Військово-політичної академії імені Леніна.
У травні 1958 — жовтні 1960 року — заступник начальника з науково-навчальної роботи Вищої школи МВС СРСР.
У 1960 році виключений із КПРС «за порушення соціалістичної законності під час роботи в центральному апараті НКДБ СРСР». Але вже 7 квітня 1960 року відновлений в членах КПРС.
У жовтні 1960 — листопаді 1962 року — молодший науковий співробітник Головного управління міліції МВС РРФСР. У вересні 1962 — квітні 1965 року — молодший науковий співробітник, в.о. начальника відділу Науково-дослідного інституту міліції МОСП РРФСР. У квітні 1965 — жовтні 1966 року — начальник відділу Всеросійського науково-дослідного інституту охорони правопорядку МОСП РРФСР. У жовтні 1966 — червні 1972 року — начальник відділу Всесоюзного науково-дослідного інституту охорони правопорядку МОСП (МВС) СРСР.
З серпня 1972 року — на пенсії в Москві, пенсіонер МВС СРСР.
З вересня 1972 по лютий 1978 року — доцент Всесоюзного юридичного заочного інституту в Москві.
Помер у травні 1985 року в Москві.

## Звання
- майор державної безпеки (.02.1943)
- підполковник державної безпеки (.02.1945)

## Нагороди
- орден Червоної Зірки (1956)
- орден «Знак Пошани» (4.04.1936)
- медаль «За бойові заслуги» (1951)
- медалі